# 何如璋故居人境庐、宫詹第、茂塘公祠、耕经别墅、通奉第
何如璋故居人境庐、宫詹第、茂塘公祠、耕经别墅、通奉第，位于中国广东省梅州市大埔县湖寮镇双坑村，为梅州市大埔县的一个县级文物保护单位，类型为近现代重要史迹及代表性建筑，公布时间为2005年。
何如璋故居人境庐、宫詹第、茂塘公祠、耕经别墅、通奉第的历史年代为清光绪八年（1882）、清光绪八年（1882）、清嘉庆十年（1805）、清嘉庆年间、清光绪二年（1876）。